# Hermann Riedesel zu Eisenbach (1682–1751)

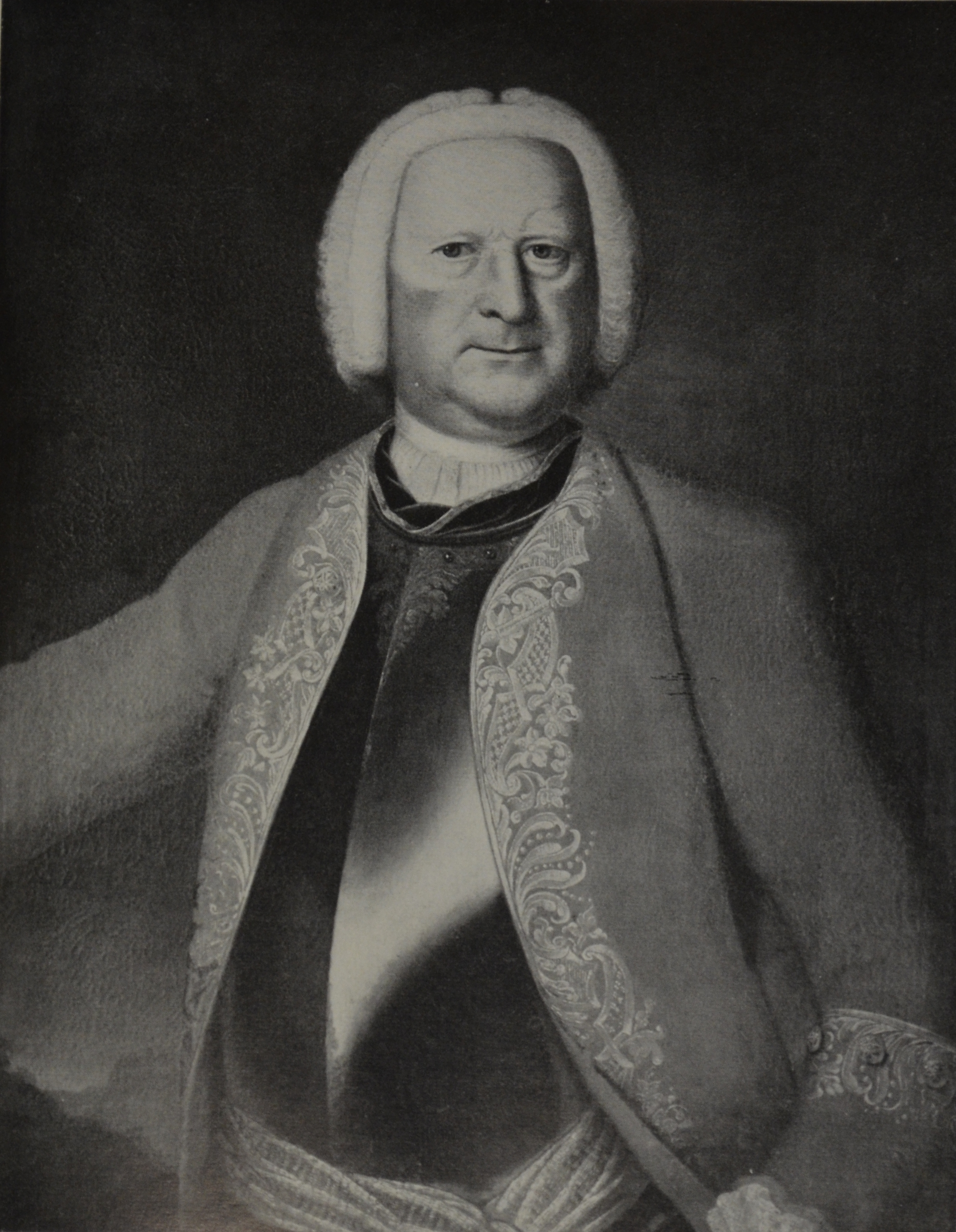
Hermann Riedesel zu Eisenbach

Hermann XX. Riedesel zu Eisenbach (* 22. November 1682 auf Schloss Eisenbach; † 26. Januar 1751 ebenda) war General und ab 1745 Erbmarschall der hessischen Landgrafen.

## Familie
Hermann stammte aus dem Altenburger Zweig des Adelsgeschlechtes Riedesel. Er war ein Sohn von Hermann XVI. Riedesel zu Eisenbach (1648–1690) und dessen Frau Juliane Catharine, geborene von Langen (1662–1711). Sein ältester Bruder Johann Georg (1680–1731) wurde holländischer Offizier und starb am 30. Januar 1731. Auch sein zweitältester Bruder, Johann Volprecht (1681–1707), wurde Offizier (in Holstein) und starb früh. Seine Schwester Hedwig (1684–1741) heiratete 1709 Johann Löw von Steinfurth († 1710).
Hermann blieb zeitlebens unverheiratet und hatte keine Kinder. Mit ihm starb der Altenburger Zweig der Familie in der männlichen Linie aus. Am 26. März 1746 schloss er einen Erbvertrag mit seinem Eisenbacher Vetter Hans (Johann) Volpert Riedesel von Eisenbach, demgemäß dieser das Schloss Altenburg und seinen Anteil an den Riedeselschen Samtrevenuen und Gefällen erben sollte.
Hans Volpert hatte jedoch ein cholerisches Temperament und litt an einem Nervenleiden. Es kam zu Konflikten zwischen den Vettern, und Hermann machte daher am 3. Juni ein Testament zu Gunsten der beiden Neffen von Hans Volpert, Hermann (1712–1773) und Georg Ludwig (1725–1800). Zwischen Hans Volpert und seinen Neffen kam es daraufhin zu einem mehrjährigen Rechtsstreit vor dem Reichskammergericht um das Erbe und um die von der Familie erwirkte kaiserliche Verfügung, den kranken Hans Volpert von der Nachfolge als Erbmarschall der hessischen Landgrafen auszuschließen.

## Leben
Bei Hermanns Geburt 1682 stand sein Vater im Dienst des Herzogs von Sachsen-Eisenach. Nach dem Tod des Vaters kümmerte sich die Herzogsmutter um den Halbwaisen und ließ ihn von Rektor Zeitler in Eisenach unterrichten. 1697 schickte ihn seine Mutter zur Fortsetzung seiner Ausbildung an die höhere Schule in Idstein. Er war dort im Folgejahr in Auseinandersetzungen zwischen Schülern und Offizieren der dortigen Garnison beteiligt und floh vor den Folgen nach Mainz, wo er unter dem Namen Heinrich Rausch aus Eisenbach auftrat. Er ließ sich als Kadett in das Regiment des Generals von Thüngen werben, um seinen Lebensunterhalt zu verdienen. Nach einigen Monaten wurde er von einem Bediensteten seines Onkels erkannt und kehrte Anfang 1698 zu seiner Mutter nach Altenburg zurück.
In Altenburg erhielt er Privatunterricht von einem Theologiestudenten. Ab 1700 studierte er drei Semester an der Universität Gießen. Aus Geldmangel musste er dieses Studium abbrechen. Unter Anleitung eines Kandidaten der Rechtswissenschaften setzte er danach seine Studien in Altenburg noch weitere anderthalb Jahre fort.

## Militärische Karriere
1703 trat er als Fähnrich in das Regiment zu Fuß des Landgrafen Friedrich I. von Hessen-Kassel in Rheinfels ein. Er kämpfte im Spanischen Erbfolgekrieg unter anderem in der Schlacht bei Donauwörth am 2. Juli 1704 und am 13. August 1704 in der Schlacht bei Höchstedt und nahm an der Belagerung von Ulm teil.
Er wurde 1705 zum Leutnant befördert und nahm 1706 und 1707 an Feldzügen in Oberitalien und Brabant teil. Im Rahmen dieser Kämpfe erfolgte die Beförderung zum Kapitän und später zum Major. Als solcher leistete er 1714 bis 1717 Garnisonsdienst. Am 2. Februar 1717 wurde er Oberst der Krongarde in polnischen Diensten in Warschau. 1722 kam er als Kommandeur in das Regiment Kurprinz. Am 1. September 1732 wurde er zum Generalmajor befördert und musste sein Regiment im folgenden Jahr an den Oberst Sulkovski abgeben. 1733 wurde er als Nachfolger von General Friedrich Wilhelm von Kyaw Kommandant der Festung Königstein, und 1741 wurde er Generalleutnant. 1745 starb sein Vetter Hermann XVIII. Riedesel zu Eisenbach vom Eisenbacher Zweig der Familie und als ältester des Hauses erbte er das Amt des hessischen Erbmarschalls. 1747 nahm er seinen Abschied als Soldat und lebte fortan auf Schloss Altenburg. In Altenburg stiftete er 1748 bis 1750 eine Kirche und ein Pfarrhaus.
Hatte er alle Schlachten unverletzt überstanden, so führten in Friedenszeiten mehrere Unfälle zu schweren Verletzungen. Bei einer Fußoperation behandelte ein Feldscher sein Bein mit Spiritus, der sich entzündete und zu schweren Brandverletzungen führte, die erst nach acht Monaten verheilt waren. Auf einem Schiff auf der Weichsel explodierte ein Pulverfass und führte zu einer schweren Armverletzung. In Elbing löste sich ein Schuss aus seiner Pistole und er hätte sich fast selbst erschossen. Alle diese Unfälle ereigneten sich an Sonntagen. Fortan verließ er an Sonntagen das Haus nur noch zu den Gottesdiensten. Um die Verletzungen auszukurieren, machte er eine Kur in Wiesbaden.